# 奥斯坦金诺第一频道
奥斯坦金诺第一频道（俄语：1-й канал Останкино）是俄罗斯曾经存在的一个综合电视频道，隶属俄罗斯国有企业奥斯坦金诺电视广播公司，面向俄罗斯全国播出。该频道继承了原苏联中央电视台第一套节目的播出频率和部分制作资源。奥斯坦金诺第一频道于1991年12月27日开播，1995年4月1日0:57停播，被俄罗斯公共电视台替代。
除了莫斯科版外，该频道面向俄罗斯不同时区设有4个时移版本（轨道-1、轨道-2、轨道-3、轨道-4，分别对应+8、+6、+4、+2时区）。

## 历史

### 开播及发展（1991-1994）
苏联解体后，1991年12月27日，原有的全联盟国家电视广播公司被新成立的奥斯坦金诺电视广播公司替代，原有的苏联中央电视台第一套节目被新开播的奥斯坦金诺第一频道替代。
开播初期，新频道与苏联中央电视台末期的节目差别不大，包括新闻、科普、文化、教育、纪录片、单集电视电影、连续剧等。新闻节目为奥斯坦金诺电视资讯局制作的《ITA新闻》，每周播出叶夫根尼·基谢廖夫主持的新闻分析节目《结果》。1992年开播弗拉迪斯拉夫·利斯特耶夫主持的社会政治脱口秀节目《主题》、亚历山大·鲁比诺夫主持的新闻分析脱口秀节目《红场》，以及亚历山大·波利特科夫斯基主持的节目《政治局》，这些节目均由VID公司制作。不过由于经费缩减，电视台自制节目减少，逐渐被从私营电视公司购买的综艺节目替代。
1992年10月4日，原定在该频道播出的电影《星球大战》由于“购买未获授权的盗版”原因取消播出，这是俄罗斯以及苏联电视史上第一次从全国电视频道上撤下节目。该电影直至2005年才重新以立体声在第一频道播出。
1993年9月19日，《结果》栏目最后一次在奥斯坦金诺第一频道播出，此后该栏目在10月10日转移至第五频道播出，奥斯坦金诺第一频道在周末对应时段开播新闻分析节目《周日》（谢尔盖·阿列克谢耶夫主持）和《新闻+》（谢尔盖·梅德韦杰夫主持）。
1993年10月3日，由于民众冲击奥斯坦金诺电视中心，奥斯坦金诺主席维亚切斯拉夫·布拉金下令武装封锁电视中心，当时奥斯坦金诺第一频道正在转播罗托尔对战巴达克足球赛，节目信号在19:26中断，直至次日早晨6:30才恢复播出，之后奥斯坦金诺第一频道播出了电视台被封锁的画面，并直播莫斯科白宫遇袭的实况。此次事件后，维亚切斯拉夫·布拉金要求加强奥斯坦金诺编辑室和演播室的安保措施。
1994年夏季，由于奥斯坦金诺拒绝向立陶宛的转播机构支付费用，当地政府将奥斯坦金诺第一频道的频率交给私营电视台LitPoliinter TV，奥斯坦金诺第一频道每天只能在该地播出数小时，不过在1995年2月6日，LitPoliinter TV因财务问题停播，奥斯坦金诺第一频道恢复在立陶宛的完整播出，直至1995年5月被LNK电视台替代。
1994年7月4日开始，由于经费紧缺，奥斯坦金诺第一频道在工作日11:20至16:00技术停播，8月1日开始工作日凌晨1:00之后也进行技术停播。奥斯坦金诺将技术停播时段借予环球传媒系统股份公司（GMS）播出节目，GMS播出的节目包括电视指南节目《GMS指南》、每小时8分钟的新闻节目，以及电影、文化、教育、综艺节目重播。截至9月初，GMS已在俄罗斯13座城市播出，而在其他地区，第一频道在上述时段技术停播。
1994年10月3日起，第一频道的各档新闻节目调整在每小时52分播出，时长8分钟，直接覆盖该时段播出的节目，不过21:00播出的新闻（包括12月起恢复播出的《时间》）不受调整影响。

### 停播前夕（1994-1995）
1994年11月29日，俄罗斯联邦总统签署行政令，批准成立俄罗斯公共电视台股份公司（Общественное российское телевидение, ОРТ）并将奥斯坦金诺第一频道的频率移交公共电视台，新电视台51%的股权由俄罗斯联邦政府拥有。俄罗斯公共电视台股份公司在1995年1月24日的股东大会上正式成立，由《尖峰时刻》主持人弗拉季斯拉夫·利斯季耶夫担任总经理。公共电视台原定1995年2月1日开播，但由于组建过程受到拖延而推迟。此后总经理弗拉季斯拉夫·利斯季耶夫在3月1日被刺杀，次日奥斯坦金诺第一频道和其他几家全国电视频道（除第五频道）停播除新闻以外的所有节目，只显示“弗拉季斯拉夫·利斯季耶夫遇刺”的文字，并在当晚（莫斯科时间19:00-21:00）播出一期《尖峰时刻》特别节目纪念利斯季耶夫。3月20日，公共电视台总经理改由谢尔盖·布拉格沃林担任。
奥斯坦金诺第一频道停播前夕，其新闻节目收视率大幅下滑，电视资讯局制作的《ITA新闻》、《时间》栏目收视率远低于其他电视台的新闻节目（例如俄罗斯广播电视台的《报导》和独立电视台的《今天》），新年期间奥斯坦金诺的新闻节目观看人数只有独立电视台歌唱节目的一半。第一次车臣战争期间，该频道的新闻节目对战争持赞同态度，而俄罗斯广播电视台、独立电视台的记者均持反对战争、支持车臣的态度，观众因而不信任奥斯坦金诺对战争形势的报道。这一时期《时间》的观众信任程度也跌至最低。奥斯坦金诺新闻节目的观众群体也不断老龄化，核心观众群主要为受教育水平低、政治立场保守的老年人。对于奥斯坦金诺第一频道播出的其他节目，例如法律节目《人与法》、体育节目《进球》，部分青年人认为已经过时（尤其是与俄罗斯广播电视台、独立电视台、TV-6电视台的同类节目相比），节目质量也偏低，也有观众认为频道播出的电影质量不高。不过，尽管观众的观点如此，直至停播前夕，奥斯坦金诺第一频道在莫斯科的整体收视率仍然排在首位。
此外，奥斯坦金诺第一频道在夜间21:40之后的节目安排也遭诟病，其他电视台大多在这一时段播出娱乐节目，而奥斯坦金诺第一频道主要播出政治评论节目，并向观众传递亲政府立场的言论，此类节目包括《克里姆林墙后》、《注意》、《第一手》，由阿列克谢·皮曼诺夫和玛丽娜·尤登尼奇主持。这一安排使得频道观众大批流失。

### 停播（1995年）
1995年4月1日，奥斯坦金诺第一频道的频率移交俄罗斯公共电视台。新闻节目改回整点播出，9:00、12:00、15:00、18:00以及午夜之后各有一节20分钟的新闻。大部分地区取消了原有的技术停播时段，不过GMS的播出时段仍然保留。公共电视台开播初期，仍有相当数量的节目由奥斯坦金诺的下属机构制作，例如电视剧《生活琐事》、与亚历山大·索尔仁尼琴的访谈、音乐节目《演奏吧，亲爱的》等，奥斯坦金诺还负责公共电视台的体育赛事转播以及提供苏联时期制作的故事片和动画片进行重播，而公共电视台也直接使用奥斯坦金诺的编辑部和制作设施，其位于奥斯坦基诺电视中心的入口曾同时悬挂“奥斯坦金诺电视广播公司”和“俄罗斯公共电视台”的指示牌，这一时期公共电视台的新闻节目也由奥斯坦金诺的电视资讯局制作，包括《时间》、早间节目《电视早晨》和新闻分析杂志节目《周日》。公共电视台也播出社会政治脱口秀《面对面》（亚历山大·柳比莫夫主持）、《尖峰时刻》（谢尔盖·沙图诺夫、德米特里·基谢廖夫主持）。也有一些在奥斯坦金诺或苏联中央电视台时期的电视节目在公共电视台时期停播。
1995年4月至10月间，在公共电视台播出的部分节目仍然使用“奥斯坦金诺第一频道”的称呼，此后也曾使用“俄罗斯公共电视台第一频道”（1-й канал ОРТ，这一称呼是部分节目制作方或印刷品使用的非官方名称，直至2002年秋季方才停用）。
1995年10月6日，俄罗斯联邦总统签署命令，宣布奥斯坦金诺电视广播公司解散，奥斯坦金诺电视广播公司在10月12日宣告解散，《时间》、《新闻》、《周日》等新闻节目的制作移交给俄罗斯公共电视台资讯节目部，《人与法》、《足球评论》节目移交SAN-TV公司制作，而新闻分析节目《版本》则停播，转至独立电视台播出。1996年3月，奥斯坦金诺电视资讯局解散，部分原先负责转播节目信号的员工被解雇，也有部分转职公共电视台或其他电视台。此外，部分原电视资讯局员工，例如尤利娅·拜斯特丽斯卡娅和奥列格·托奇林，转职独立电视台。

## 国际播出
1992年秋季，由俄罗斯商人组建的奥斯坦金诺国际电视台（Ostankino International Television, OITV）在以色列成立，该电视台从1993年秋季开始向俄罗斯以外转播奥斯坦金诺第一频道的部分节目，除了向以色列播出外，该台也从1994年2月开始向德涅斯特河沿岸播出，也曾在乌克兰播出。转播时会插播英语或乌克兰语的广告，有时会切断原有节目信号。